# Adeloparius pulcherrimus
Adeloparius pulcherrimus är en skalbaggsart som beskrevs av Reiche 1847. Adeloparius pulcherrimus ingår i släktet Adeloparius och familjen Aphodiidae. Inga underarter finns listade i Catalogue of Life.